# Calatafimi (1894)
Крейсер «Калатафімі» (італ. Calatafimi) — торпедний крейсер типу «Партенопе» Королівських ВМС Італії кінця XIX століття; 

## Історія створення
Крейсер «Калатафімі» був закладений 15 вересня 1891 року на верфі «Cantiere navale fratelli Orlando» у місті Ліворно. Свою назву отримав на честь битви під Калатафімі у 1860 році  під час Експедиції Тисячі під керівництвом Джузеппе Гарібальді.
Корабель був спущений на воду 18 березня 1893 року, вступив у стрій 16 січня 1894 року.

## Історія служби
Після вступу у стрій корабель був включений до складу 2-ї дивізії Постійної ескадри (італ. Squadra permanente), разом з броненосцем ]«Франческо Морозіні», крейсерами «Еурідіче» та «Етрурія».
Ескадра базувалась у місті Ла-Спеція, але «Еурідіче» в осноному перебував у портах Таранто та Неаполя, разом з іншими торпедними крейсерами італійського флоту.
Коли у 1895 році в Туреччині стались заворушення, внаслідок яких загинули сотні людей, Великі держави направили міжнародну ескадру  з метою тиску на ТУреччину задля запобігання новим жертвам. Невелика італійська ескадра була відправлена до Смірни. «Калатафімі» разом з іншими броненосцями та крейсерами був включений до складу 2-ї ескадри, яка мала би вирушити до турецьких берегів у випадку необхідності.
У 1896 році крейсер брав участь у щорічних маневрах флоту. У 1898 році він був переведений до Резервного флоту. Наступного року він був повернений до складу діючого флоту.
У березні 1907 року корабель був виключений зі складу флоту і незабаром проданий на злам.